# Mr.Mr. (bài hát)
"Mr.Mr." (tiếng Hàn 미스터,미스터, "Miseuteo miseuteo") là một bài hát tiếng Hàn của nhóm nhạc nữ Hàn Quốc Girls' Generation, được phát hành vào ngày 28 tháng 2 năm 2014, cũng là bài hát chủ đề trong mini-album tiếng Hàn thứ tư của họ, Mr.Mr.. Bài hát được sản xuất bởi nhóm sản xuất âm nhạc Hoa Kỳ The Underdogs.

## Lịch sử phát hành
"Mr.Mr.", là ca khúc electropop dance và R&B, được sản xuất bởi The Underdogs, một nhóm sản xuất âm nhạc Hoa Kỳ đã từng làm việc với Beyoncé, Justin Timberlake và Chris Brown.
SM Entertainment cũng tiết lộ rằng hình tượng trở lại của "Mr.Mr." là "những cô gái sang trọng, bí ẩn" chứ không phải "gợi cảm" và tuyên bố: "Chúng ta sẽ thấy một sự thay đổi mà chỉ Girls' Generation có thể làm được." Vũ đạo của ca khúc chủ đề "Mr.Mr." được dàn dựng bởi biên đạo múa Jillian Meyer, người đã làm việc với Janet Jackson, Celine Dion và Kylie Minogue.
Mini-album Mr.Mr. được phát hành kỹ thuật số vào ngày 24 tháng 2 năm 2014 lúc 17:00 (KST). Mini-album, bao gồm sáu bài hát, đã được phát hành trên toàn thế giới thông qua iTunes Store, Melon, Genie, và các trang web nhạc trực tuyến khác. Mini-album dạng đĩa được bán vào ngày 27 tháng 2 năm 2014. Ngoài ra, màn trở lại đầu tiên của nhóm đã được lên kế hoạch vào ngày 6 tháng 3 năm 2014 tại M! Countdown.
Phiên bản tiếng Nhật của "Mr.Mr." đã được phát hành vào ngày 21 tháng 3 năm 2014. Tuy nhiên, không một video âm nhạc hay đĩa đơn nào được công bố. Bài hát còn được phát hành trong album tuyển tập tiếng Nhật đầu tiên của nhóm - "The Best" - được phát hành vào ngày 23 tháng 7 năm 2014.
Vào ngày 2 tháng 6 năm 2014, Tạp chí Time tiết lộ rằng "Mr.Mr." là một trong 25 bài hát hay nhất trong nửa đầu năm 2014 theo tạp chí này. Mô tả ca khúc, nhà báo Lily Rothman viết, "Những người hâm mộ của nhóm nhạc K-pop Girls' Generation (hay SNSD) sẽ không thất vọng với ca khúc nhạc dance bắt tai gần đây nhất của họ, đi kèm với phần bass điện tử gai góc và một chút u tối, sẽ thu hút được cả những người không chú ý tới kiểu nhạc bubblegum pop này."

## Lời bài hát
Lời bài hát do "The Underdogs" điều chỉnh được cung cấp bởi nhạc sĩ Jo Yungyeong và Kim Hee -jeong, cả hai đều gắn liền với Girls' Generation được 8 năm. Jo Yungyeong cũng là người đã cung cấp lời cho các bài "Back Hug" và "Soul" trong cùng một mini-album "Mr.Mr.". Lời bài hát của bài hát "Mr.Mr." được hát từ Girls' Generation thể hiện theo quan điểm của một người phụ nữ trong tình yêu. Bài hát bắt đầu bằng:
"Let's go! 뭘 걱정하는데 넌, 됐고 뭐가 또 두려운데? 재고 또 재다 늦어버려 Uh- Uh-"
"Let's go! Mwol geokjeonghaneunde neon, dwaetgo mwoga tto duryeounde? Jaego tto jaeda neujeobeoryeo eo- eo-"
"Let's go! What are you worrying for? What are you afraid of? If you keep thinking about it'll be too late. Uh,uh."
Tuy nhiên so với các ca khúc như I Got a Boy (아이 갓 어 보이 ai gat eo boi) kể về một "Chàng hoàng tử" đưa cô gái đến thiên đường thì lời bài hát của " Mr.Mr" lại chẳng hạn như "Anh đang lo sợ điều gì vậy?" để động viên người đàn ông có hành động tích cực hơn.

## Trình diễn trực tiếp

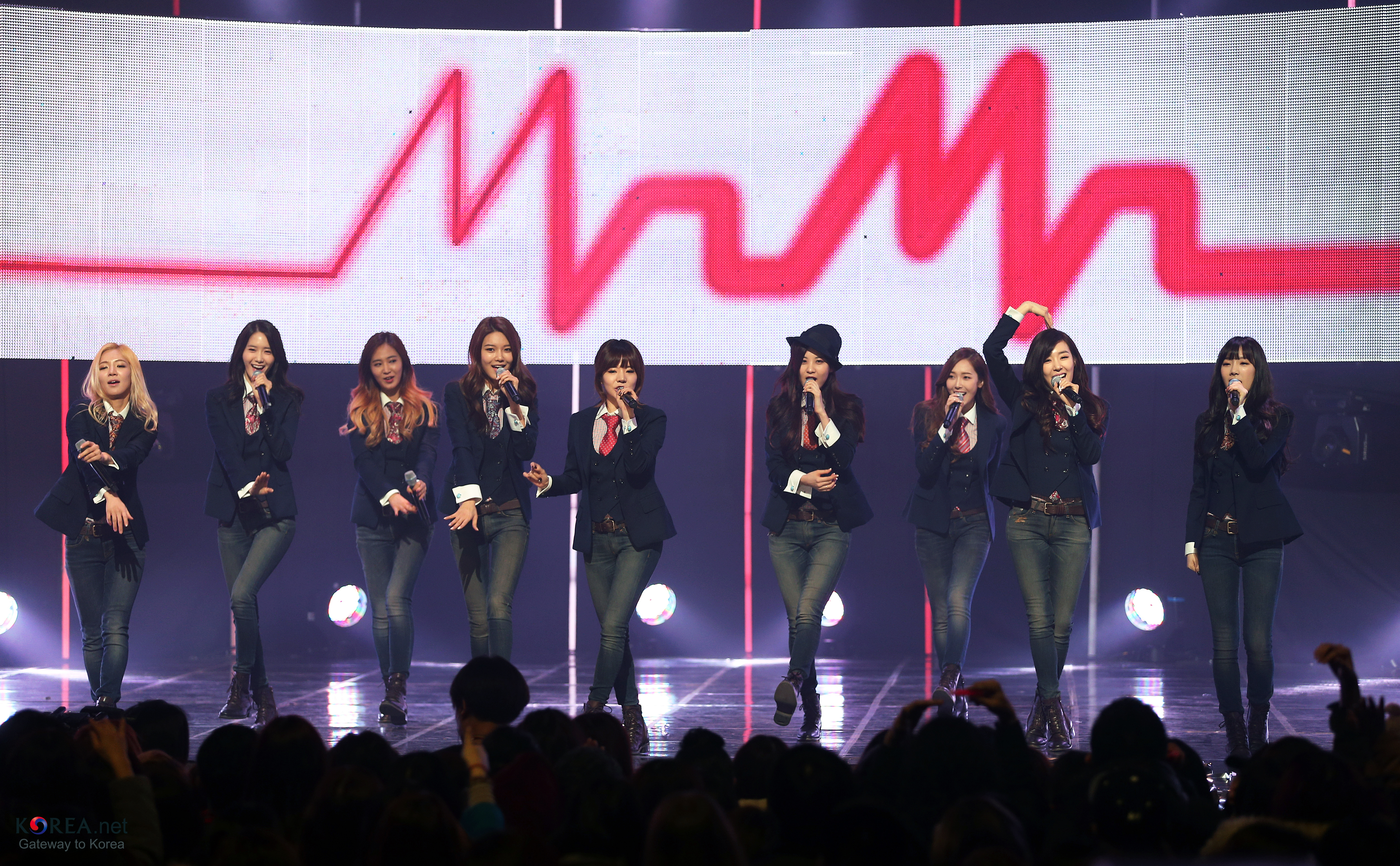
Girls' Generation tại M! Countdown ngày 6 tháng 3.

Girls' Generation đã có buổi biểu diễn trở lại đầu tiên của họ tại chương trình âm nhạc hàng tuần M! Countdown của Mnet vào ngày 6 tháng 3 năm 2014, đồng thời cũng biểu diễn ca khúc "Wait A Minute". Nhóm đã tiếp tục thực hiện các buổi biểu diễn tại tuần đầu tiên để quảng bá cho album tại chương trình Music Bank của đài KBS, Show! Music Core của đài MBC và The Music Trend của đài SBS vào ngày 7,8 và 9 sau đó.
Girls' Generation biểu diễn màn trở lại đầu tiên của họ tại M! Countdown vào lúc 11:00 (KST). Họ đã biểu diễn "Mr.Mr." với bộ quần áo mà chúng ta đã thấy trong video âm nhạc và thực hiện vũ đạo, với động tác chính của họ, điệu nhảy xoay cổ tay. Điệu nhảy xoay cổ tay mô tả một người đang mở khóa các chuỗi ràng buộc người đó, có liên quan đến lời của bài hát, "Deo dangdanghage neon, Mr.Mr." (Hãy mạnh mẽ hơn, Mr.Mr.) Họ cũng biểu diễn bài hát "Wait A Minute" với vũ đạo tai thỏ.
Phiên bản tiếng Nhật của ca khúc được sử dụng để biểu diễn tại các sự kiện ở Nhật Bản, chẳng hạn như tour diễn vòng quanh Nhật Bản thứ ba của họ - GIRLS' GENERATION ~LOVE&PEACE~ Japan 3rd Tour.

## Video âm nhạc

### Bối cảnh
Video âm nhạc đầy đủ đã được chính thức phát hành vào ngày 28 tháng 2 năm 2014 vào lúc 10:00 (KST).
Theo một thông tin độc quyền từ trang báo OSEN, trong quá trình cuối của việc chuẩn bị phát hành video âm nhạc của ca khúc chủ đề "Mr.Mr.", vào ngày 13 tháng 2, SM Entertainment đã thông báo họ gặp phải sai lầm không đáng có và dẫn đến mất đi một phần trong video. Công ty này cũng cho biết họ sẽ cố gắng khôi phục lại dữ liệu. Tuy nhiên, để có thời gian sửa chữa tốt nhất, kế hoạch ban đầu của Girls' Generation sẽ bị hủy bỏ và đẩy lùi khoảng 2 tuần. Nhiều nguồn dư luận cho rằng lý do này được SM Entertainment đưa ra chỉ là lý do để họ hợp lý hóa ý định đẩy lùi ngày trở lại của Girls' Generation đáp trả lại mong muốn của công ty đối thủ của họ, YG Entertainment, về một trận chiến nhóm nhạc nữ sẽ xảy ra giữa Girls' Generation và 2NE1 được đăng tải trên trang mạng xã hội Twitter chính thức của YG Entertainment.

### Tóm tắt
MV bắt đầu với những đồ dùng y tế như những viên thuốc, mặt nạ truyền khí, và hình ảnh các cô gái cầm các mũi tiêm. Anh chàng không đủ dũng cảm để thú nhận với cô gái mà anh thích và có vẻ lạnh lùng ngay cả khi ở gần các cô gái. Anh mắc phải căn bệnh tim cấp tính. Do đó, anh sẽ phải làm phẫu thuật. Các cô gái cho anh ta một số thuốc gây mê và đó là lý do tại sao tầm nhìn của anh chàng trở nên mờ. Anh cũng mơ ước về việc tại sao ông vẫn còn lạnh lùng với các cô gái. Các cô gái giả vờ như các bác sĩ và sau đó họ chữa bệnh cho anh ta, thay đổi trái tim để anh có thể có đủ can đảm để thú nhận. Cuộc phẫu thuật đã thành công và khi tỉnh dậy, ông đã có một viễn cảnh của một cô gái đáng yêu như anh đã từng nghĩ trước đây.

## Bảng xếp hạng
| Bảng xếp hạng                | Vị trí cao nhất |
| ---------------------------- | --------------- |
| Gaon Singles Chart           | 1               |
| Gaon Monthly Singles chart   | 3               |
| Gaon Streaming Singles chart | 3               |
| Gaon Download Singles chart  | 1               |
| Gaon Mobile Ringtone chart   | 7               |
| Gaon Karaoke chart           | 62              |
| Billboard K-Pop Hot 100      | 3               |